# فستیهورن
فستیهورن (به لاتین: Festihorn) یک کوه در سوئیس است که در کانتون وله واقع شده‌است. فستیهورن ۳٬۲۴۸ متر بالاتر از سطح دریا واقع شده‌است.